# Malignt melanom
Malignt melanom är den farligaste formen av hudcancer och består av cancer i pigmentbildande melanocyter. Melanom uppträder som oftast på huden men kan också förekomma i andra pigmenterade organ som i ögat, vulva och slemhinnor. Melanom utvecklas liksom annan cancer stegvis, och det är först när tumören blivit en elakartad cancer som den heter melanom. Eftersom melanom lätt bildar metastaser är det den dödligaste formen av hudcancer.

## Incidens
5028 nya fall av invasiva melanom diagnostiserades 2021. Sverige tillhör de länder i Europa där insjuknandet i hudmelanom är som högst   Melanom är den femte vanligaste cancersjukdomen för både kvinnor och män i Sverige .  Den årliga incidensökningen ligger på drygt 4% per år för både kvinnor och män . En orsak är ett förändrat beteende i solen, där individer är mera benägna att ligga i solen i syfte att bli brun.

## Orsaker
De viktigaste kända riskfaktorerna för att utveckla melanom är förutom ljus hud, och gärna blont eller rött hår, att ha exponerat sig mycket för UV-strålning i form av solstrålning och/eller solarium, och att ha bränt sig i solen särskilt som barn. 
8–10 % av alla fall av malignt melanom har tydlig ärftlighet. Den som har minst en förstagradssläkting som haft malignt melanom löper ungefär 8 gånger större risk än andra att drabbas av cancerformen. Den gen som är muterad vid ärftligt melanom är vanligtvis CDKN2A, även känd som p16. Ungefär 40 % av de ärftliga fallen beror på förändringar i denna gen. p16 är en tumörsupressorgen som i normalfallet medverkar till regleringen av när celler ska dela sig. När genen är muterad så den inte fungerar är det första viktiga steget i cancerutvecklingen taget. Mutationen kan även disponera för en ökad risk för bukspottkörtelcancer, dock mycket mindre ofta i dessa familjer än malignt melanom.

## Diagnostik

### ABCDE
Genom att titta på förändringen kan man skapa sig en uppfattning om dess karaktär, till sin hjälp kan följande mnemoteknik användas.
- A: Asymmetri
- B: Oregelbunden kant (Border)
- C: Oregelbunden färg (Colour)
- D: Diameter >6mm
- E: Förändring (Evolution)

### Histopatologi
Enda sättet att vara riktigt säker på diagnosen är att kirurgiskt skära bort förändringen och skicka den till patologen för en histopatologisk bedömning eller använda en speciell sorts penna som skickar ut en elektronisk puls.

## Behandling
Ett malignt melanom måste opereras bort eftersom det annars finns risk att cancern sprider sig. Operationen görs vanligtvis med lokalbedövning, och patienten behöver då inte stanna kvar på sjukhuset. Ingreppets typ och omfattning beror på hur tumören ser ut. De tunnaste tumörerna skärs bort med en centimeters marginal i frisk vävnad. De tjockare, som vuxit ner på djupet, skärs bort med två centimeters marginal. För att täcka stora sår kan kirurgen ibland behöva transplantera hud från andra delar av kroppen. Vid de tjockare melanomen kombineras operationen med prov från portvakts-lymfknutan (eng: sentinel lymf node) vilket definitionsmässigt är den första lymfknutan som tar emot lymfa från ett visst område. Denna lymfknuta är därför lämplig att analysera histopatologiskt för att avgöra om tumören har metastaserat till lymfknutor eller ej. Vid påvisad metastas i portvaktsknutan opereras vanligen samtliga lymfknutor i området bort, en så kallad lymfknututrymning. 
Cirka 80–85 % blir kvitt cancern efter kirurgi. Hos cirka 15–20 % av patienterna har sjukdomen spritt sig, oftast till de lymfknutor som sitter närmast det opererade stället. Sprider sig cancercellerna vidare via lymf- eller blodkärlen så uppstår det dottersvulster, metastaser. Dessa kan behandlas med immunterapi i form av checkpointhämmare, målriktad behandling med BRAF/MEK-hämmare, cytostatika, strålbehandling, isolerad hyperterm perfusion eller elektrokemoterapi för att försöka bromsa sjukdomsförloppet . Den vanligaste platsen för dottertumörer är lungorna, och i sådana fall är överlevnaden ca 6 % efter 2 år och efter 5 år endast några promille. 40% av dem som överlevt malignt melanom fortsätter att sola för att bli bruna trots att de känner till att de har extra stor risk att drabbas igen.

## Uppföljning
För att upptäcka eventuella återfall får patienten gå på ett varierande antal efterkontroller efter operationen, med tätare besök den första tiden. På kontrollerna undersöker läkaren ärret och övrig hud och känner på lymfknutorna. Ibland kan andra undersökningar behövas, till exempel cellprover eller olika typer av röntgenundersökningar. Risken för återfall avtar med tiden. 